# Cambrils
Cambrils település Spanyolországban, Tarragona tartományban. Cambrils Mont-roig del Camp, Montbrió del Camp, Vinyols i els Arcs, Salou, Vila-seca és Riudoms községekkel határos. Lakosainak száma 36 849 fő (2024).

## Népesség
A település népessége az elmúlt években az alábbi módon változott:
| Lakosok száma | 732  | 2554 | 3717 | 4761 | 13 907 | 24 604 | 31 720 | 33 301 | 33 898 | 36 849 |
|               | 1717 | 1887 | 1936 | 1960 | 1986   | 2004   | 2009   | 2014   | 2019   | 2024   |